# 永平郡
永平郡（えいへい-ぐん）は、中国にかつて存在した郡。東晋から隋代にかけて、現在の広西チワン族自治区梧州市一帯に設置された。

## 概要
361年（升平5年）、東晋により蒼梧郡が分割されて永平郡が立てられた。永平郡は広州に属し、郡治は安沂県に置かれた。
南朝宋のとき、永平郡は安沂・豊城・蘇平・埱安・夫寧・武林の6県を管轄した。
南朝斉のとき、永平郡は夫寧・安沂・埱安・盧平・員郷・蘇平・逋寧・雷郷・開城・毗平・武林・豊城の12県を管轄した。
583年（開皇3年）、隋が南朝陳を滅ぼすと、永平郡は廃止されて、藤州に編入された。607年（大業3年）に州が廃止されて郡が置かれると、藤州は永平郡と改称された。永平郡は永平・武林・隋建・安基・隋安・普寧・戎成・寧人・淳人・大賓・賀川の11県を管轄した。
621年（武徳4年）、唐により永平郡は藤州と改められた。